# Trà Bùi
Trà Bùi là một xã thuộc huyện Trà Bồng, tỉnh Quảng Ngãi, Việt Nam.
Xã Trà Bùi có diện tích 51,74 km², dân số năm 1999 là 985 người, mật độ dân số đạt 19 người/km².